# Olivetti ET Personal 540
La Olivetti ET (Electronic Typing)  Personal 540 è una macchina da scrivere elettronica della serie ET Personal, prodotta a partire dal 1991.

## Caratteristiche principali
La ET Personal 540 consentiva, a differenza delle macchine da scrivere meccaniche, alcune operazioni quali: allineamento a destra, centratura e tracciatura di tabelle, oltre ad avere la possibilità di visualizzare un testo sul piccolo display LCD da 22 caratteri e di memorizzarlo (fino ad un massimo di 9 righe) nella memoria interna prima della stampa. Disponeva, inoltre, di un sistema per la cancellazione dei caratteri.
Aveva una tastiera di tipo QZERTY.

## Componenti
Cartuccia nastro:
- in TESSUTO (rotellina verde);
- in POLIETILENE (rotellina rossa);
- in POLIETILENE CORREGGIBILE (rotellina gialla);
- in POLIETILENE CORREGGIBILE AD ALTA CAPACITÀ (rotellina viola).[1]

Nastro correttore:
- COVER UP (bobine rosse); copre il carattere errato;
- LIFT OFF (bobine gialle); asporta dal foglio il carattere errato (solo per nastri in POLIETILENE CORREGGIBILE).[2]

## Galleria d'immagini

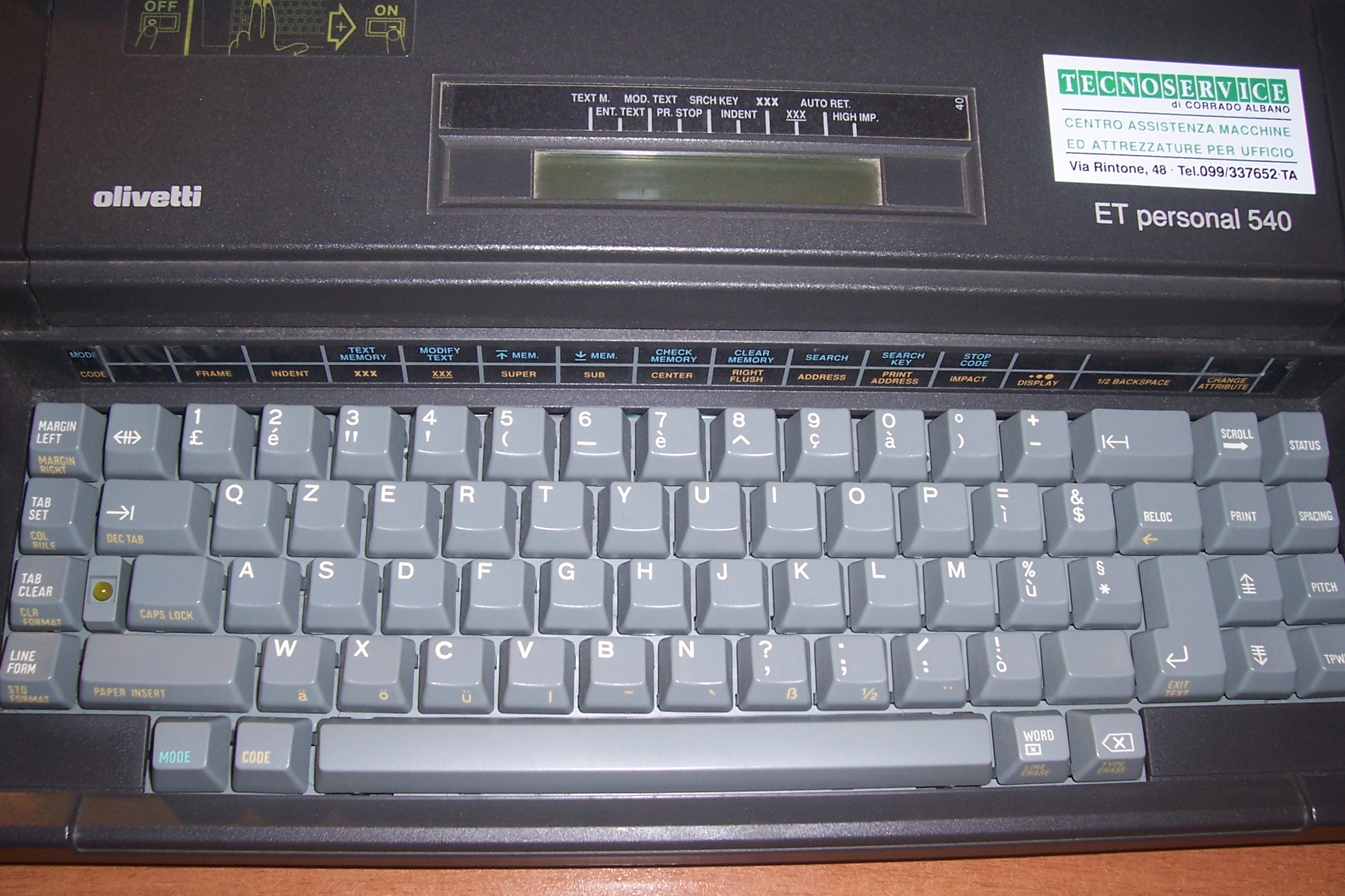
La tastiera e il display della Olivetti ET Personal 540
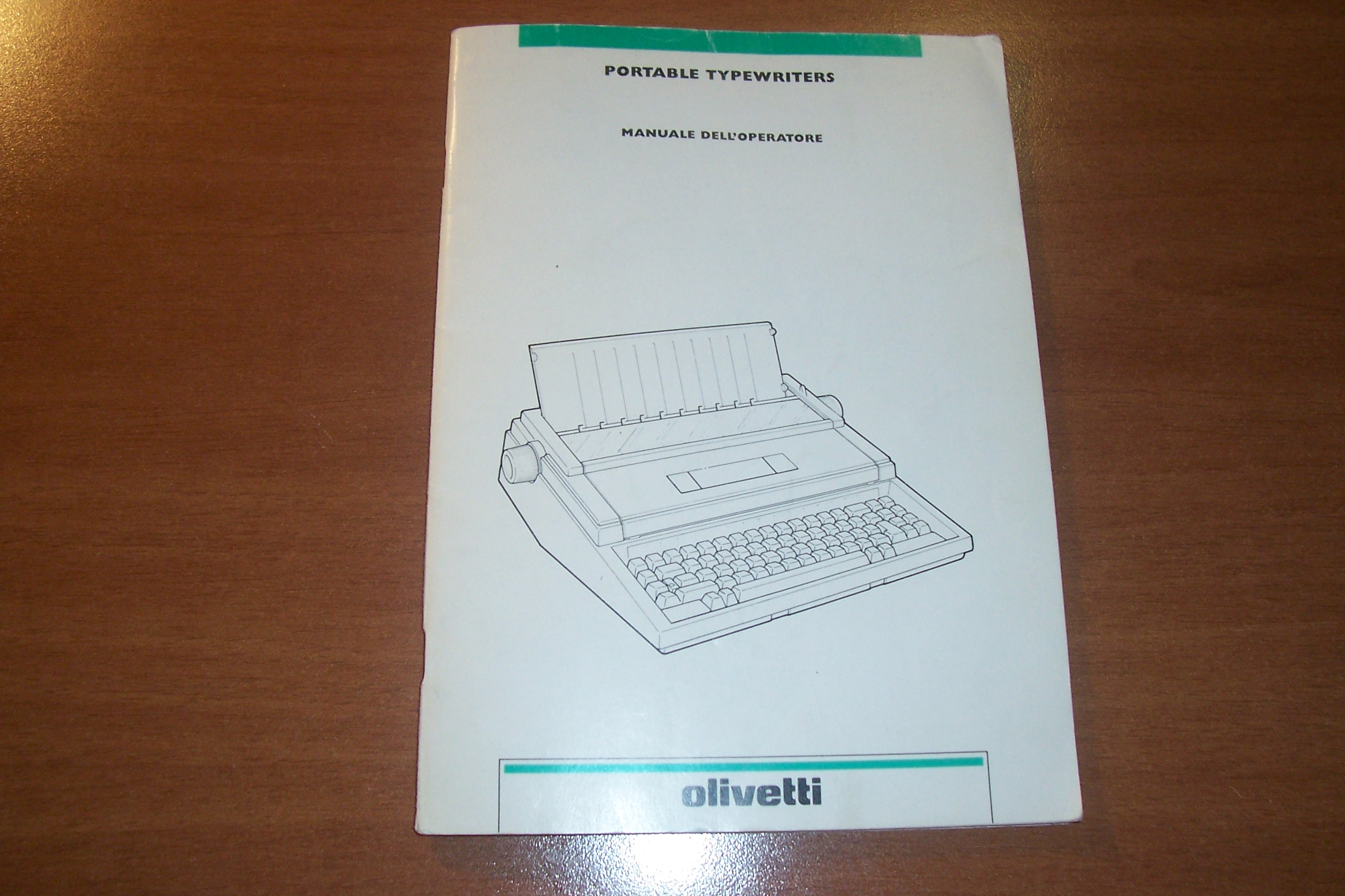
Il manuale dell'operatore della Olivetti ET Personal 540